# Sainte-Croix-de-Quintillargues
Sainte-Croix-de-Quintillargues är en kommun i departementet Hérault i regionen Occitanien i södra Frankrike. Kommunen ligger i kantonen Les Matelles som tillhör arrondissementet Montpellier. År 2022 hade Sainte-Croix-de-Quintillargues 970 invånare.

## Befolkningsutveckling
Antalet invånare i kommunen Sainte-Croix-de-Quintillargues
Referens:INSEE